# Marisol Medina
Marisol Medina (11 maggio 1980) è un'ex calciatrice argentina, di ruolo attaccante.
Per anni in rosa con la nazionale argentina, partecipò al Mondiale degli Stati Uniti 2003, inoltre fu capocannoniere dell'edizione 2003 del campionato sudamericano.

## Palmarès

### Individuali
- Capocannoniere del Campionato sudamericano femminile di calcio: 1

edizione 2003 (7 reti)